# Оду, Маргарита
Маргарита Оду́ (фр. Marguerite Audoux, собственно Маргарита Донкишот, в литературе взяла фамилию матери; 7 июля 1863, Санкуэн, Шер — 31 января 1937, Сен-Рафаэль, Вар) — французская писательница.

## Биография
В трёхлетнем возрасте потеряла мать, вместе с сестрой Мадлен воспитывалась в сиротском приюте в Бурже. Работала на ферме. Приехав в Париж в 1881 году, зарабатывала на жизнь шитьём. Жила в бедности и хваталась за любую работу. В 1883 году она родила мёртвого ребёнка. Трудная беременность и тяжелый труд сделали её бездетной. Оду считала своим духовным сыном писателя Алена-Фурнье.
Получила поддержку Октава Мирбо. Дружила с Ш.-Л. Филиппом, Л.-П. Фаргом.

## Творчество
- Мари-Клэръ (1910), с предисловием Октава Мирбо, премия Фемина; в 1911 переведён на английский, немецкий, испанский и русский языки)
- L’Atelier de Marie-Claire (1920)
- De la ville au moulin (1926)
- Douce Lumière (1937, посмертно).

## Публикации на русском языке
- Барка Королевы/ М. Оду // «Авторы всех стран». — № 2. — СПб.
- Мари-Клэр. Роман в трех частях с предисловием Октава Мирбо. СПб: Издание М. И. Семенова, 1911
- Пастушка. СПБ, 1912 (изд. 2-е, СПБ, 1914)
- Хромоножка. Л., 1927

## Признание
Получила премию Фемина за роман «Мари-Клер» (1910). В 1997-м во Франции учреждена премия Маргариты Оду. В г. Обиньи-сюр-Нер (Шер) открыт музей писательницы. С 2007 года её имя носит библиотека в 3-м округе Парижа.